# Тетрархія Діоклетіана
Тетра́рхія Діоклетіа́на (грец. τετραρχία — правління чотирьох) — наймасштабніша політико-адміністративна реформа римського імператора Діоклетіана, котра була впроваджена у 293 році і проіснувала до 313 року. Система тетрархії розподіляла і закріпляла за кожним з тетрархів певну область Римської імперії. На вершині ієрархії стояли августи, котрі обирали собі цезарів, кожні двадцять років августи повинні були складати свої повноваження, а їхні цезарі отримували титули августів і обирали своїх цезарів. Завдяки тетрархії було вирішено Кризу Римської імперії III століття.

## Термінологія
Хоч термін «тетрархія» був актуальним в античності, проте він не використовувався для безпосереднього опису системи впровадженої Діоклетіаном. Найвидатніші дослідники цього періоду теж не використовували цей термін. Зокрема Едвард Гіббон назвав даний період «Нова Імперія».
Стале впровадження терміна відбулося завдяки працям німецького історика Отто Зеека, котрий використав його у 1897.

## Передумови

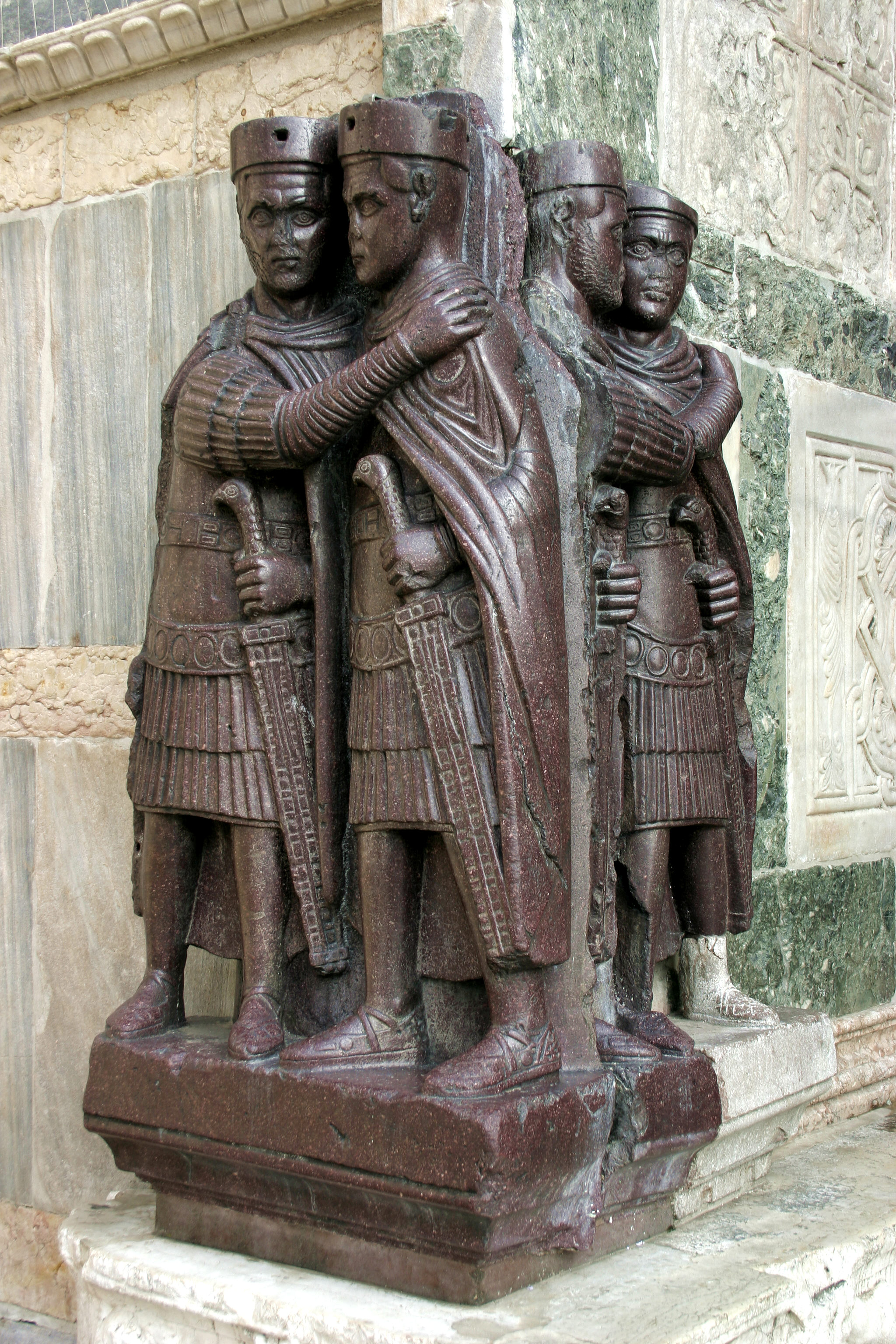
Чотири тетрархи, скульптурна група, викрадена з візантійського палацу Філадельфіон і 1204 року перевезена до Венеції

Після смерті останнього римського імператора Александра Севера, котрий був останнім представником своєї династії, розпочинається період, що в сучасній історіографії іменується Кризою Римської імперії III століття. Перш за все криза проявилася у нестабільності державної влади та падінні рівня економіки імперії.
Настає епоха солдатських імператорів. За 30 років між 235 і 265 роками було проголошено 29 імператорів, при чому лиш один з них, Гостіліан, помер ненасильницькою смертю.
З'являються сепаратиські утворення. У 260 році правитель Пальміри Оденат відокремлює від імперії Сирію, Палестину, Фінікію, Аравію, Єгипет, частину Малої Азії та Месопотамії й утворює Пальмірське царство. Паралельно у цьому ж році, римський полководець Постум утворює Галльську Імперію, що включала у себе Галлію, Британію, Германію та певний час Іспанію.
В результаті Кризи III століття, владу захопила «Іллірійська династія» (імператори даної династії не були пов'язані кровними вузами, Іллірійська династія — це збірне поняття, яке об'єднує імператорів, що вийшли з військових прошарків Іллірії. Імператори Іллірійської династії частково вгамували безлад в імперії, зокрема Луцій Доміцій Авреліан (270—275) підкорив Галлську імперію та навів адміністративний лад у східних провінціях. Марк Аврелій Проб (276—282) навів порядок в Іллірії, Фракії та Малій Азії. Марк Аврелій Кар (282—283) розбиває германців. У 284 владу бере у свої руки Діоклетіан (284—305). Іллірійські імператори частково вгамували хаос, що вирував у імперії, проте з приходом Діоклетіана залишалася значна кількість невирішених проблем. Чудово їх описав римський історик Аврелій Віктор
```
«
В Галлії після від'їзду Каріна деякі Еліан і Аманд, набравши банду розбійників серед тих, кого місцеві жителі називають багаудами, спустошили багато полів та намагалися захопити багато міст
»
.
```

А також про узурпацію влади в Британії Караузієм:
```
«
В цій війні відзначився громадянин з Менапії Карузій. Зазнавшись від свого положення він почав боятися Геркулія, котрий наказав його вбити. Втік в Британію та захопив владу
»
.
```

На Сході та у Африці теж було неспокійно:
```
«
В той час Схід сильно розоряли перси, Африку – Юліан і народи п’яти плимен
»
.
```

У Єгипті було теж було не тихо: «До того ж в Єгипті, поблизу Александрії, присвоїв собі знаки влади дехто на ім'я Ахілл»
Отже, попри успіхи Іллірійської династії, у всіх закутках імперії залишалася значна кількість невирішених проблем.

## Причини
Наприкінці третього століття Римська імперія досягнула значних масштабів, її терени протягувалися від Аравійських пісків до Біскайської затоки, від Туманного Альбіону до пекучих пісків Сахари. У кожному її закутку зосереджувалася значна кількість ворогів (маври, араби, парфяни, германці, пікти, готи), до того ж паралельно існувала загроза сепаратизму.
Адміністративний поділ масштабної імперії на декілька частин, при збереженні її централізації (цезарі підкорялися своїм августам, паралельно августи й цезарі укладали між собою династичні зв'язки, котрі закріплювали їхню консолідацію).
Кожен керував своїм регіоном, паралельно розуміючи своє місце в ієрархії, кожен намагався вирішити торгово-адміністративні та економічні проблеми своєї території, особливо дана система давала плоди у військовій сфері, вона надавала мобільності та швидкості військових маневрів.

## Створення

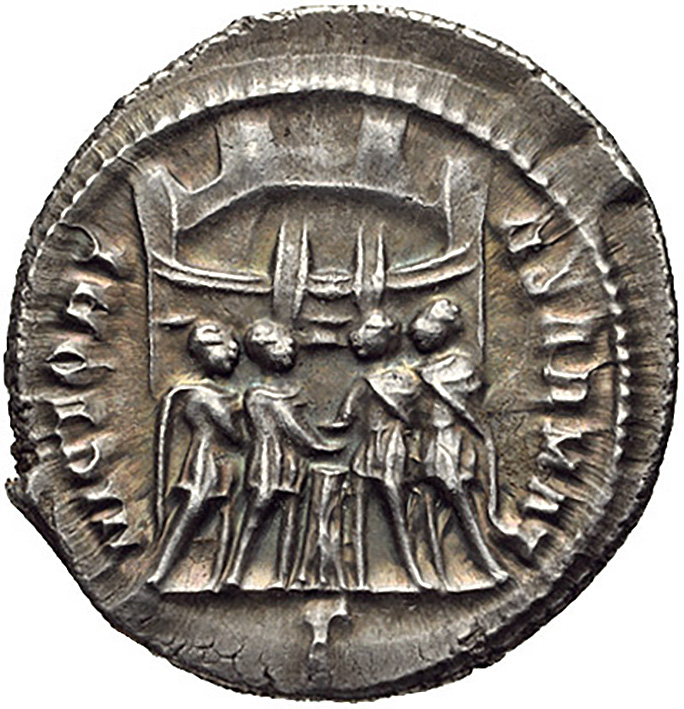
Тетрархи на монеті Галерія

У 285 Діоклетіан назначив своїм цезарем Максиміана, Діоклетіан здійснює керівництво Східною частиною імперії, Максиміан — Західною. Аврелій Віктор висловив цікавий здогад щодо цього призначення. Однією з причин міг бути військовий хист Максиміана, котрий не був притаманний Діоклетіану.
Вже у 293 августи зрозуміли, що необхідно поглибити регіональну спеціалізацію, і тому кожен з них призначив свого цезаря, титул цезарів отримав Констанцій Хлор та Галерій. Паралельно продовжувалася традиція поріднення, згідно з Аврелієм Віктором: «Першому дісталася падчериця Геркулія, другому — дочка Діоклетіана, колишні свої одруження вони розірвали, як це зробив колись Август заради одруження Нерона Тиберія і дочки своєї, Юлії».
Згідно з домовленістю, августи повинні були правити протягом двадцяти років, після завершення цього терміну — вони покидали свій пост, а їхні цезарі отримували статус августів і обирали вже своїх цезарів.
Август — святий, термін, що почав використовуватися для сакралізації і закріплення влади августа та возвеличення його над цезарями.
Кожен тетрарх володів своєю столицею і знаходилися поблизу кордонів, і виконували радше роль військових штабів, аніж столиць. Це було зроблено з метою більшої мобільності у відбитті численних, атак варварів, зокрема захист Рейну та Дунаю від германців та Близького Сходу від Сасанідів. Проте й Рим не втрачав свого значення, адже залишав за собою статус «Вічного міста».

Столиці та провінції тетрархів

Розподіл території між тетрархами та їхні столиці :
• Нікомедія в північно-західній Малій Азії (зараз Ізміт в Туреччині), база для захисту від вторгнень з Балкан і з Персії. Нікомедія, була столицею Діоклетіана, східного та найголовнішого августа. При останній реорганізації в 318 р. Костянтином I Великим його область, межувала з найбільш сильним ворогом — Іраном,  стала преторіанською префектурою Oriens («Схід»), ядром майбутньої Візантії..
• Сірмій (зараз Сремська Митровиця в районі Воєводина сучасної Сербії, близько від Белграда) на дунайському кордоні була столицею Галерія, східного цезаря. Вона стала балкансько-дунайською префектурою Іллірія.
• Медіолан (зараз Мілан, близько Альп), а не Рим, був столицею Максиміана, західного августа. Його областю стала Італія і Африка з незначною протяжністю зовнішніх кордонів.
• Августа Треверорум (зараз Трір, в Німеччині) була віддаленою столицею Констанція Хлора, західного цезаря, біля важливої межі по Рейну. Тому дещо раніше вона була столицею галльського імператора Тетрика I. Ця чверть стала префектурою Галлія і включала Німеччину, Галію, Іспанію і Британію

## Успіхи тетрархії

Кордони часів тетрархії

На перших етапах тетрархія проявила себе блискуче, тетрархи зуміли подолати сепаратизм в середині імперії, підвищили торгово-економічний добробут імперії, успішно відбивалися навали варварів, особливо успішно тривала оборона Рейну та Дунаю, де римським легіонам не давали спокою язиги, карпи та бастрани. Імперія, навіть, зуміла поширити свій вплив на сусідні країни. Галерій за наказом Діоклетіана вступив у Месопотамію, де проти персів, під покровою Риму, за владу боровся вірменський цар Тірідат III. Також Галерій, у результаті вірменських походів, зумів завдати персам значної поразки, розбиті перси погодилися уступити п'ять провінцій по ту сторону Тигру.

## Занепад
У 305 настає 20-й рік правління Діоклетіана у ролі августа, він покидає свій пост. Він з труднощами вмовляє Максиміана покинути владу, хоч той правив на рік менше. Констанцій Хлор і Галерій отримують титул августів та обирають своїх цезарів. Ними стали Север та Максимін. Перший вирушив до Італії, інший в ті області, якими керував Діоклетіан. Проте, Констанцій Хлор помирає в липні 306 в Еборакумі (суч. Йорк) під час походів проти піктів і скотів. Вже 25 липня 306 Костянтин — син Констанція Хлора проголошується августом військами батька в Еборакумі. А тим часом в Римі чернь і загони преторіанців оголошують імператором Максенція 271, незважаючи на наполегливі протести батька його, Максиміана. Коли про це дізнався Галерій, він наказав поспішно виступати проти Максенція своєму цезарю Северу, який перебував випадково поблизу міста. Але поки він діяв під стінами столиці, він був покинутий своїми солдатами, котрих підкупив Максенцій обіцянками їх винагородити; втікаючи, він виявився замкненим в Равенні і там загинув. Але він розлютився ще більше, Галерій, вдавшись до ради Іовія, оголошує Августом цезаря Ліцінія 273, відомого йому по старій дружбі; залишивши його для охорони Ілліріку і Фракії, він сам прямує в Рим. Проте, облога Риму затягнулася. Усвідомлюючи свою слабкість, Галерій пішов на переговори з узурпатором і послав до Максенція своїх помічників Ліцинія і Проба з такими умовами: Галерій йде з Італії і визнає Максенція законним імператором . Побоюючись пастки, Максенцій відкинув ці пропозиції. Однак Галерій, боячись оточення його військ, швидко пішов з Італії назад на Схід . Перед відходом він був змушений віддати армії на розграбування місцевість навколо Фламінієвої дороги, оскільки солдати, які не отримали в результаті походу прибутку, могли перекинутися в стан ворога.
У цей час спалахує повстання в Єгипті, ось як його описує Аврелій Віктор: «У той же час у пунійців Александр — префект, нерозважливо домагався влади, так як він сам був слабкий через поважний вік і, народившись в селянській родині в Паннонії, був навіжений, а солдати його були набрані в бунтівній обстановці й погано озброєні. Врешті решт, Руфій Волузіан, префект преторія, та інші воєначальники, що були послані проти нього тираном з нечисленними когортами, легко розбили його в битві».
Максиміан, побачивши жорстокість та необачність свого сина, вирішив повернутися до влади, проте Максенцій не прислухався до слова батька і вигнав його з Італії.
і в 308 знову заявив про своє зречення від влади. Після цього Максиміан повернувся до Костянтина . Однак в 310 році Максиміан нашвидкоруч зібрав військо і спробував захопити Південну Галлію. Костянтин обложив його в Массалії (суч. Марсель). Частина прихильників Максиміана зрадила його і відкрила ворота Костянтину. Максиміан покінчив життя самогубством.

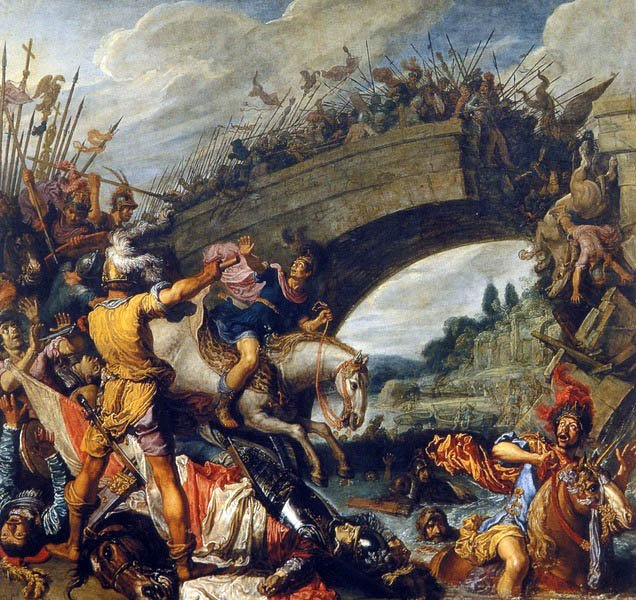
Битва біля Мульвійського мосту 28 жовтня 312

Максенцій прагнув помститися за смерть батька і почав готувати проти нього похід, але Костянтин випередив Максенція, він перейшов через Альпи, розбивши його полководців при Турині і Вероні, а потім і самого Максенція у битві біля Мульвійського мосту на Тибрі; недалеко від Риму під час втечі Максенцій потонув у річці Тибр.
Так закінчується період тетрархії, у 313 році влада зосереджується у руках лиш двох — Ліцинія та Костянтина. Хоч на перших етапах тетрархія допомогла оговтатись імперії від кризи третього століття, проте вона проявила свою недієздатність у довгостроковій перспективі. Смерть одного з членів стала наслідком декількох ліній довготривалих міжусобиць.

## Подальша доля імперії
Починаючи з 313 року, Костянтин править на заході, а Ліциній на сході імперії. Хоч Флавія — сестра Констянтина була дружиною Ліцинія, вони з труднощами зберігали мир протягом трьох років. 18 вересня 324 року Костянтин завдає остаточної поразки Ліцинію. Він об'єднує обидві частини імперії та проголошує себе єдиним августом.